# ريان ويتمان
ريان ويتمان (بالإنجليزية: Ryan Wittman)‏ مواليد 26 أكتوبر 1987 في أتلانتا، هو لاعب كرة سلة أمريكي سابق. بدأ مسيرته الاحترافية في سنة 2010. يبلغ طوله 6 قدم 6 بوصة (2.0 م). اعتزل اللعب في 2011.

## المسيرة الاحترافية
لعب مع فولجور ليبرتاس فورلي في سنة 2010، ثم لعب مع فورت واين ماد أنتس في موسم 2010–2011، ثم لعب مع نادي جلونا غورا لكرة السلة في سنة 2011.

## روابط خارجية
- ريان ويتمان على موقع كرة السلة الأوروبية.كوم (الإنجليزية)
- ريان ويتمان على موقع كلية كرة السلة في سبورتس رفرنس.كوم (الإنجليزية)
- ريان ويتمان على موقع ريلجم (الإنجليزية)
- ريان ويتمان على موقع بروبوليرز (الإنجليزية)
- ريان ويتمان على موقع سبورتس رفرنس (الإنجليزية)